# 花斑裸背電鰻
花斑裸背電鰻，為輻鰭魚綱電鰻目裸背電鰻科的其中一種，為熱帶淡水魚，分布於中美洲墨西哥、瓜地馬拉及哥斯大黎加淡水流域，棲息在底中層水域，生活習性不明。

## 扩展阅读
維基物種上的相關：花斑裸背電鰻